# Central (Tennessee)
Central – jednostka osadnicza w Stanach Zjednoczonych, w stanie Tennessee, w hrabstwie Carter.